# كوينتن جيل
كوينتن جيل (بالإنجليزية: Quintin Gill)‏ هو سياسي بريطاني، ولد في 27 نوفمبر 1959 في بلاكبرن في المملكة المتحدة.